# Oscar Mopperkont

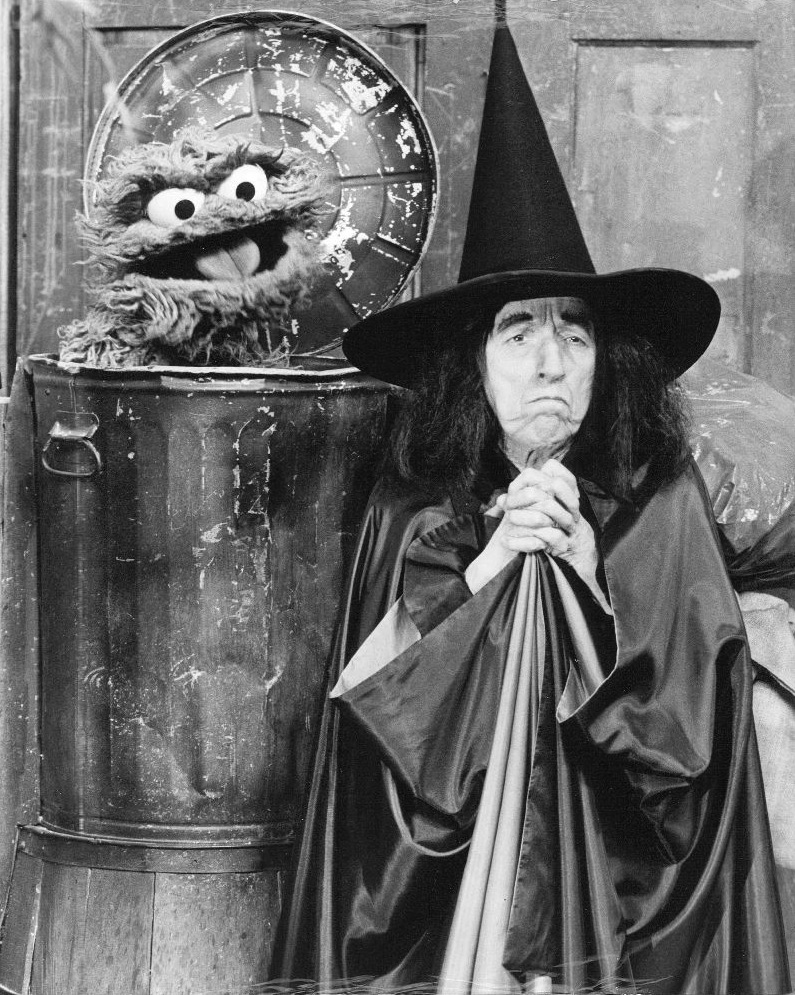
Oscar met Margaret Hamilton als heks, in Sesame Street, 1976

Oscar Mopperkont of Oscar het Moppermonster (Engels: Oscar the Grouch) is een fictief personage dat in het PBS/HBO kinderprogramma Sesamstraat te zien is. Oscar is een groene Muppet en woont in een vuilnisbak.
Hij onderscheidt zich door zijn gewoonlijk weinig zonnige humeur en houding tegenover andere Sesamstraat-bewoners en een voorliefde voor alles wat lelijk en vies is. Oscar heeft het een en ander in zijn vuilnisbak liggen, onder meer een tamme worm. Ook is zijn soortgenootje Erica weleens te zien. Elmo, Teevee Monster en andere Muppets komen herhaaldelijk tevergeefs om zijn sympathie of medewerking vragen.
In de Nederlandse Sesamstraat wordt Oscar, wanneer het lange woord 'moppermonster' niet in de originele mondbewegingen past, weleens een 'nurks' genoemd. Nurks is een, nogal onaangenaam, personage in Nicolaas Beets' verhalenbundel Camera Obscura.

## Acteurs
De originele Oscar wordt door Caroll Spinney gespeeld en van een stem voorzien. Hans Boskamp verzorgde ruim dertig jaar de Nederlandse nasynchronisatie van Oscars teksten, daarna nam Hans Hoekman het over. In het lied Stinkie Stankie (originele titel: Swamp Mushy Muddy) werd de stem van Oscar door Sjef Poort ingesproken.

## Trivia
- Oscar was kort te zien in een scène van de film Night at the Museum: Battle of the Smithsonian. Caroll Spinney deed hiervoor opnieuw het poppenspel en de stem.